# بورگ-بروش
بورگ-بروش (به فرانسوی: Bourg-Bruche) یک کمون در فرانسه با جمعیت ۴۴۹ نفر است که در Canton of Saales واقع شده‌است.